# Mons (Hérault)
Pour les articles homonymes, voir Mons (homonymie).
Mons [mɔ̃s] ou Mons-la-Trivalle [mɔ̃s la tʁivalə] (en occitan Mònts ['mɔns]) est une commune française située dans l'ouest du département de l'Hérault en région Occitanie. La commune se situe dans le canton de Saint-Pons-de-Thomières.
Exposée à un climat méditerranéen, elle est drainée par l'Orb, le Jaur, l'Héric, le Rec Grand, le ruisseau du Pontil et par divers autres petits cours d'eau. Incluse dans le parc naturel régional du Haut-Languedoc, la commune possède un patrimoine naturel remarquable : un site Natura 2000 (« le Caroux et l'Espinouse »), un espace protégé (l'« Espinouse ») et cinq zones naturelles d'intérêt écologique, faunistique et floristique.
Mons est une commune rurale qui compte 671 habitants en 2022, après avoir connu un pic de population de 1 481 habitants en 1846. Elle est ville-centre de l'unité urbaine d'Olargues et fait partie de l'aire d'attraction de Bédarieux. Ses habitants sont appelés les Monstrivalois ou  Monstrivaloises.

## Géographie

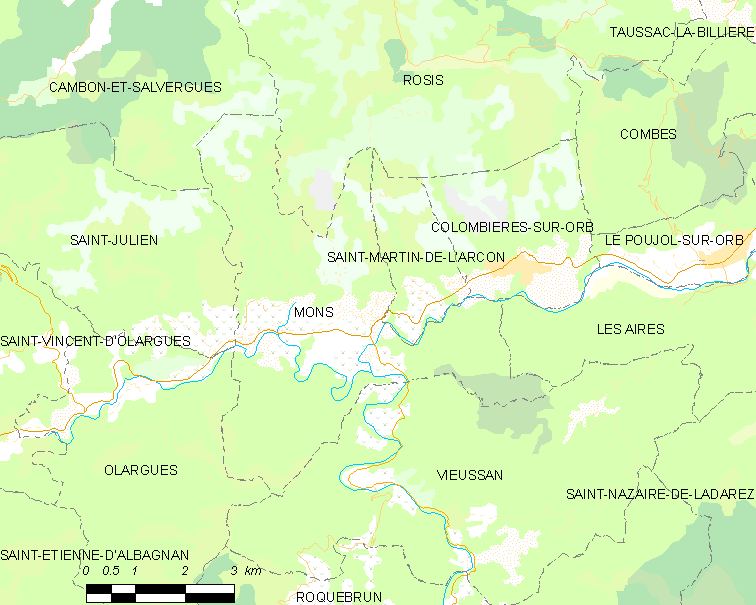
Carte

Mons se situe au confluent de la vallée de l'Orb et de celle du Jaur, au sud du massif de l'Espinouse.
Mons est  une commune française comptant 605 habitants. Possédant un patrimoine riche en faune et en flore, situé au cœur du parc naturel régional du Haut-Languedoc, au pied du Caroux et à l'entrée des gorges d'Héric. De nombreuses randonnées permettent de découvrir les beaux points de vue ; depuis la table d'orientation du Caroux on aperçoit la Mer Méditerranée, les Pyrénées...
Ses tuiles qui indiquent le midi Languedocien et ses maisons du sud offrent au soleil d'un jaune canari leur rare beauté.

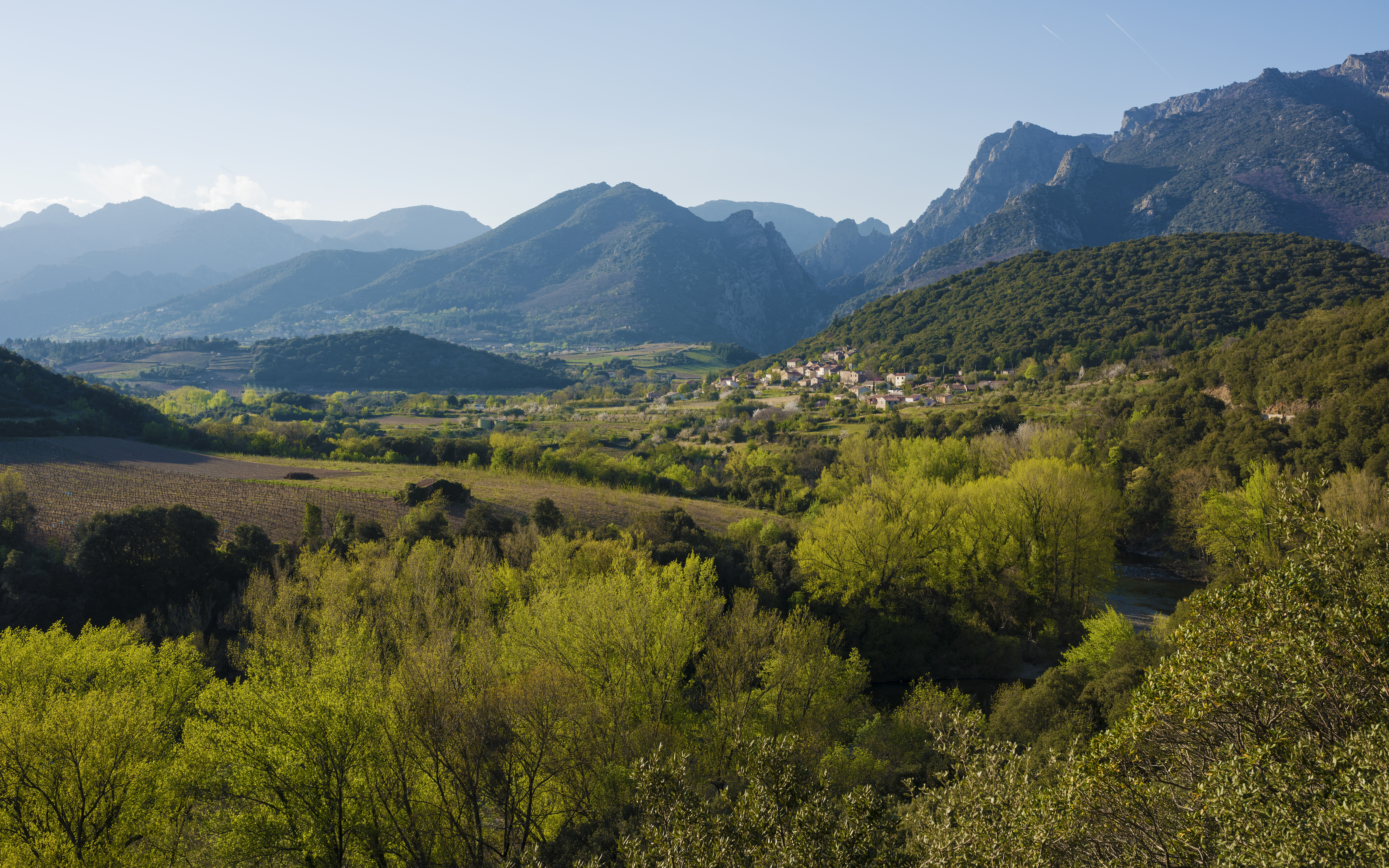
Le hameau de Tarassac au printemps

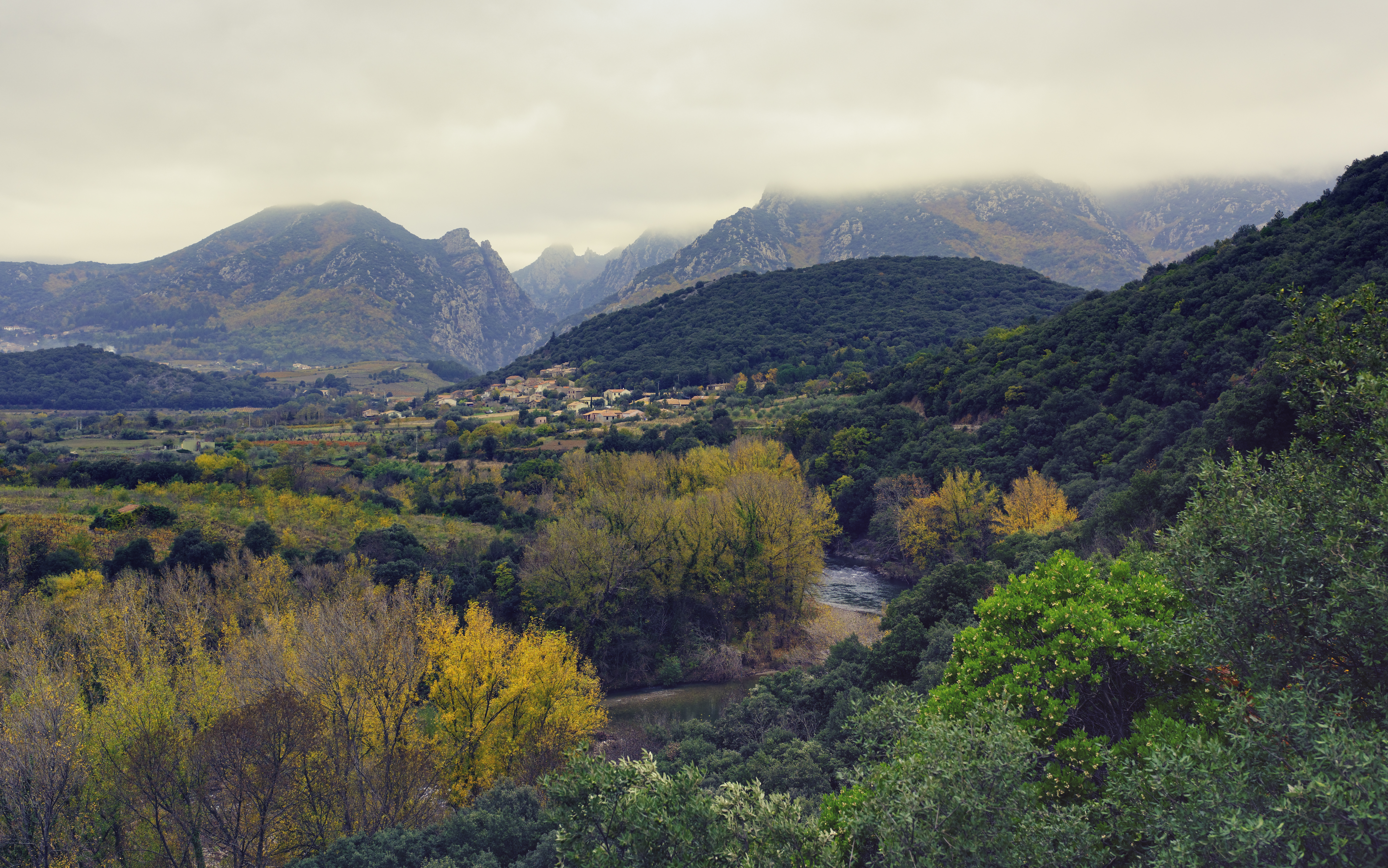
Le hameau de Tarassac en automne

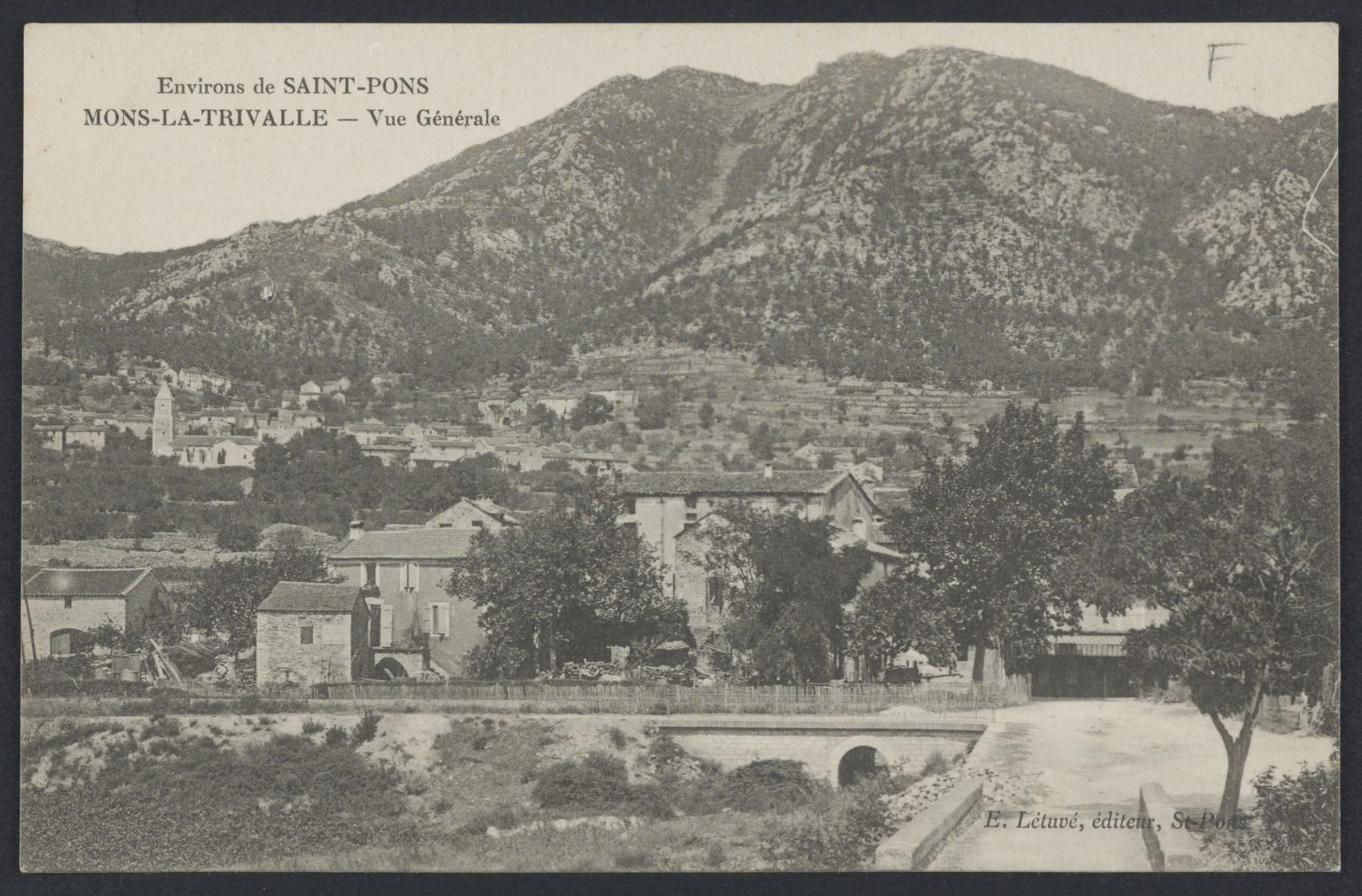
Vue générale du village : carte postale

### Communes limitrophes
| Cambon-et-Salvergues | Rosis    | Saint-Martin-de-l'Arçon |
| Saint-Julien         | Mons     | Colombières-sur-Orb     |
| Olargues             | Vieussan | Les Aires               |

### Climat
Pour des articles plus généraux, voir Climat de l'Occitanie et Climat de l'Hérault.
En 2010, le climat de la commune est de type climat méditerranéen franc, selon une étude s'appuyant sur une série de données couvrant la période 1971-2000. En 2020, Météo-France publie une typologie des climats de la France métropolitaine dans laquelle la commune est exposée à un climat méditerranéen et est dans la région climatique  Provence, Languedoc-Roussillon, caractérisée par une pluviométrie faible en été, un très bon ensoleillement (2 600 h/an), un été chaud (21,5 °C), un air très sec en été, sec en toutes saisons, des vents forts (fréquence de 40 à 50 % de vents > 5 m/s) et peu de brouillards.
Pour la période 1971-2000, la température annuelle moyenne est de 13,6 °C, avec une amplitude thermique annuelle de 15,6 °C. Le cumul annuel moyen de précipitations est de 1 145 mm, avec 8,1 jours de précipitations en janvier et 3,3 jours en juillet. Pour la période 1991-2020, la température moyenne annuelle observée sur la station météorologique la plus proche, située sur la commune de Berlou à 9 km à vol d'oiseau, est de 15,4 °C et le cumul annuel moyen de précipitations est de 892,1 mm,. Pour l'avenir, les paramètres climatiques de la commune estimés pour 2050 selon différents scénarios d'émission de gaz à effet de serre sont consultables sur un site dédié publié par Météo-France en novembre 2022.

### Milieux naturels et biodiversité

#### Espaces protégés
La protection réglementaire est le mode d’intervention le plus fort pour préserver des espaces naturels remarquables et leur biodiversité associée,.
Deux espaces protégés sont présents sur la commune : 
- le parc naturel régional du Haut-Languedoc, créé en 1973 et d'une superficie de 307 184 ha, qui s'étend sur 118 communes et deux départements[9]. Implanté de part et d’autre de la ligne de partage des eaux entre Océan Atlantique et mer Méditerranée, ce territoire est un véritable balcon dominant les plaines viticoles du Languedoc et les étendues céréalières du Lauragais[10],[11] ;
- l'« Espinouse », une réserve biologique dirigée, d'une superficie de 185,8 ha[12].

#### Réseau Natura 2000

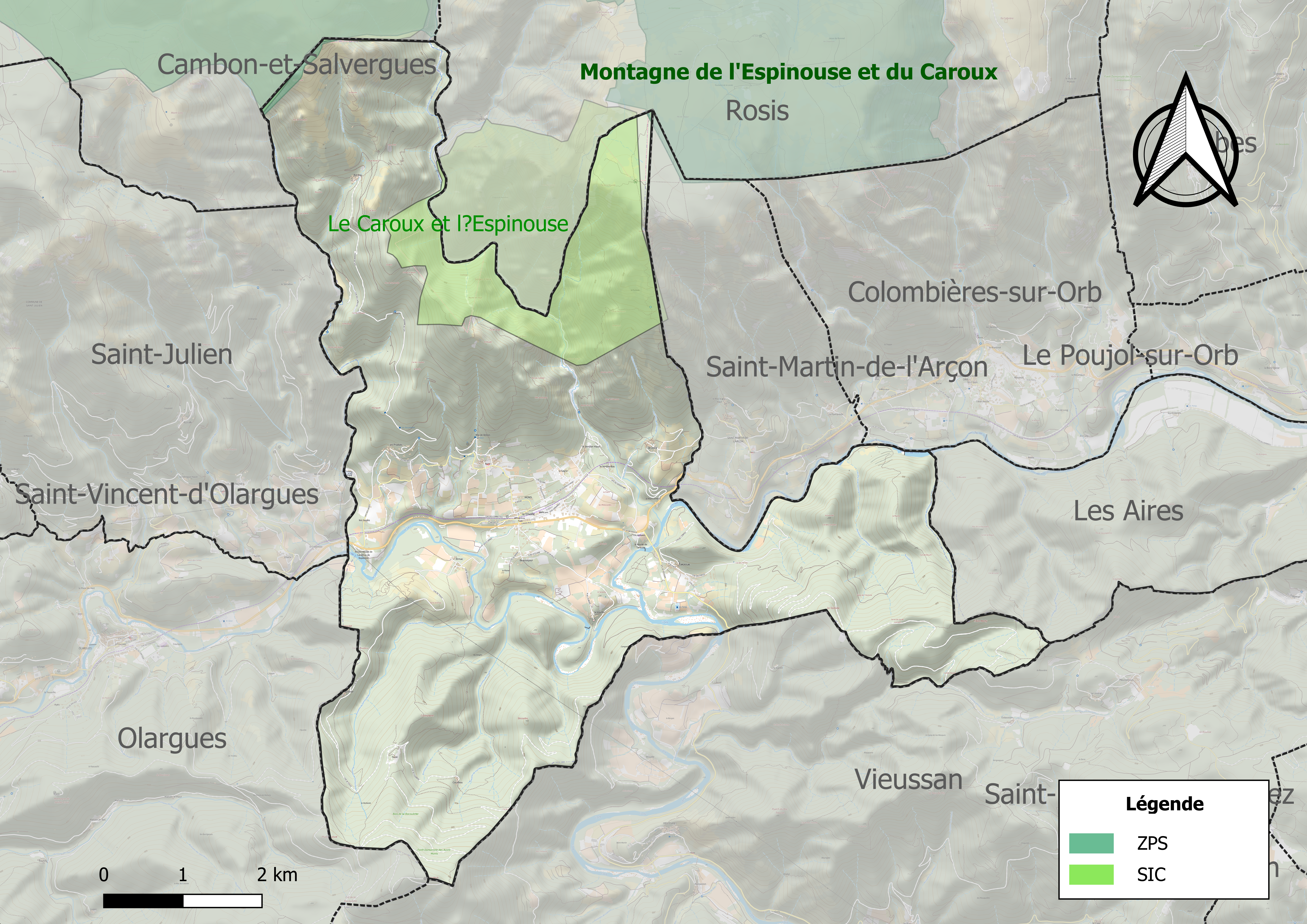
Site Natura 2000 sur le territoire communal.

Le réseau Natura 2000 est un réseau écologique européen de sites naturels d'intérêt écologique élaboré à partir des directives habitats et oiseaux, constitué de zones spéciales de conservation (ZSC) et de zones de protection spéciale (ZPS).
Un site Natura 2000 a été défini sur la commune au titre de la directive habitats : « le Caroux et l'Espinouse », d'une superficie de 2 316 ha, un site remarquable par sa position intermédiaire entre les domaines atlantique, continental et méditerranéen. Il accueille les tourbières les plus méridionales du Massif central.

#### Zones naturelles d'intérêt écologique, faunistique et floristique
L’inventaire des zones naturelles d'intérêt écologique, faunistique et floristique (ZNIEFF) a pour objectif de réaliser une couverture des zones les plus intéressantes sur le plan écologique, essentiellement dans la perspective d’améliorer la connaissance du patrimoine naturel national et de fournir aux différents décideurs un outil d’aide à la prise en compte de l’environnement dans l’aménagement du territoire.
Trois ZNIEFF de type 1 sont recensées sur la commune :
- la « colline du Quio » (20 ha)[17] ;
- les « gorges d'Héric » (1 587 ha), couvrant 3 communes du département[18],
- le « plateau du Caroux » (387 ha), couvrant 4 communes du département[19] ;

et deux ZNIEFF de type 2, : 
- le « massif de l'Espinouse » (20 035 ha), couvrant 19 communes du département[20] ;
- la « montagne noire centrale » (34 724 ha), couvrant 27 communes du département[21].

Carte des ZNIEFF de type 1 et 2 à Mons.
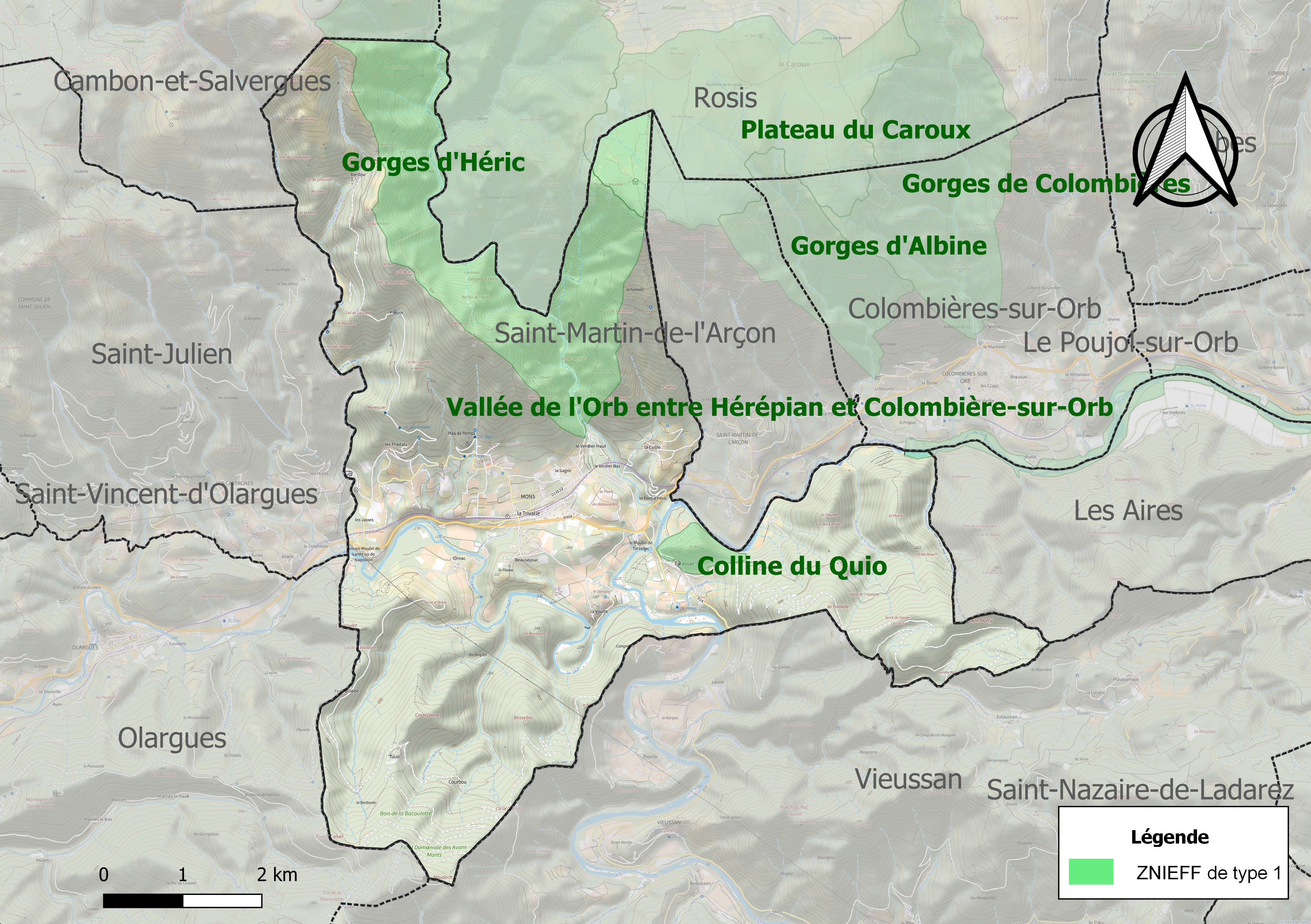
Carte des ZNIEFF de type 1 sur la commune.
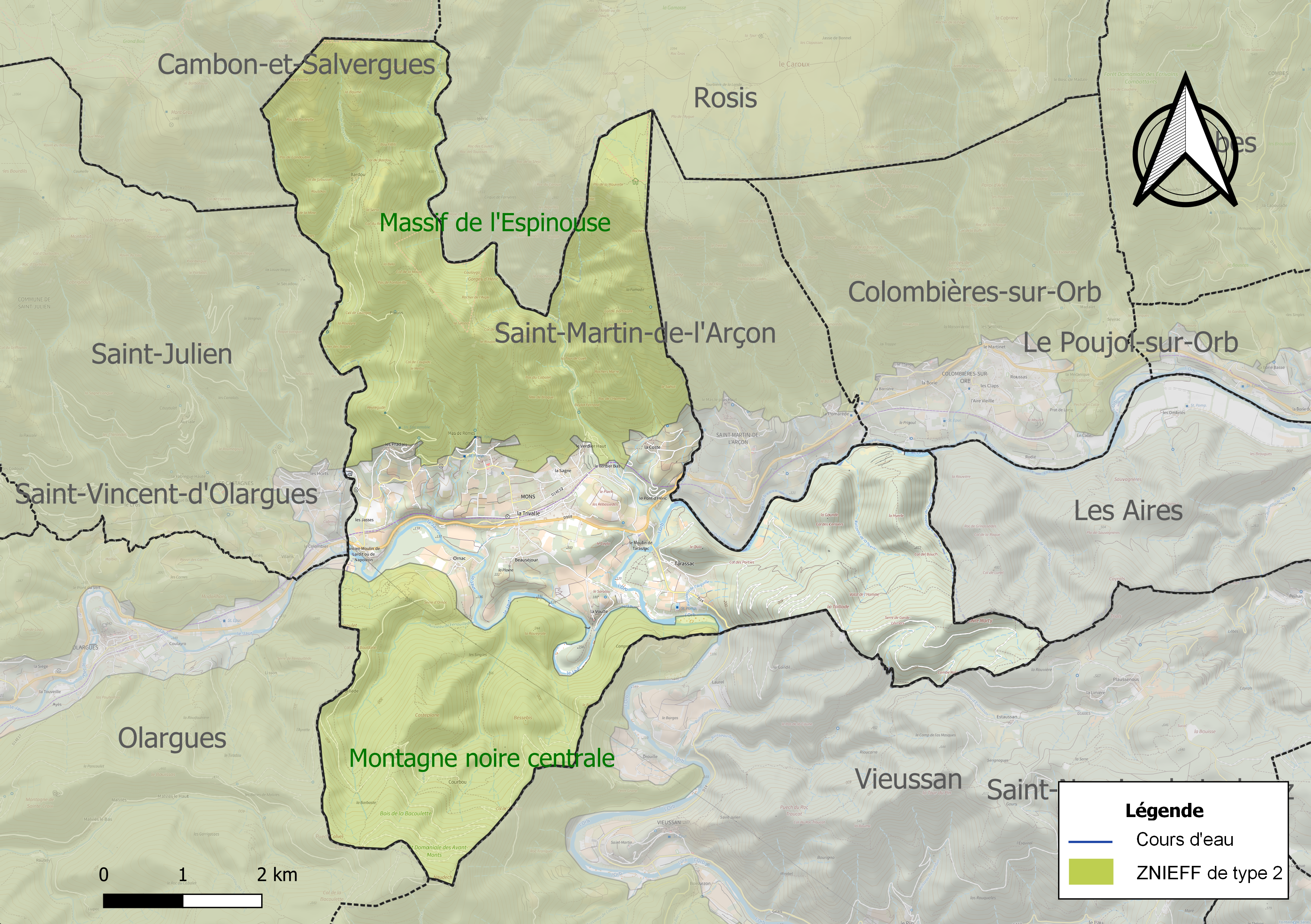
Carte des ZNIEFF de type 2 sur la commune.

## Urbanisme

### Typologie
Au 1er janvier 2024, Mons est catégorisée commune rurale à habitat dispersé, selon la nouvelle grille communale de densité à sept niveaux définie par l'Insee en 2022.
Elle appartient à l'unité urbaine d'Olargues, une agglomération intra-départementale regroupant six  communes, dont elle est ville-centre,,. Par ailleurs la commune fait partie de l'aire d'attraction de Bédarieux, dont elle est une commune de la couronne,. Cette aire, qui regroupe 26 communes, est catégorisée dans les aires de moins de 50 000 habitants,.

### Occupation des sols
L'occupation des sols de la commune, telle qu'elle ressort de la base de données européenne d’occupation biophysique des sols Corine Land Cover (CLC), est marquée par l'importance des forêts et milieux semi-naturels (80 % en 2018), une proportion sensiblement équivalente à celle de 1990 (79,6 %). La répartition détaillée en 2018 est la suivante : 
forêts (66,8 %), espaces ouverts, sans ou avec peu de végétation (13,2 %), zones agricoles hétérogènes (11,7 %), cultures permanentes (8,3 %). L'évolution de l’occupation des sols de la commune et de ses infrastructures peut être observée sur les différentes représentations cartographiques du territoire : la carte de Cassini (XVIIIe siècle), la carte d'état-major (1820-1866) et les cartes ou photos aériennes de l'IGN pour la période actuelle (1950 à aujourd'hui).

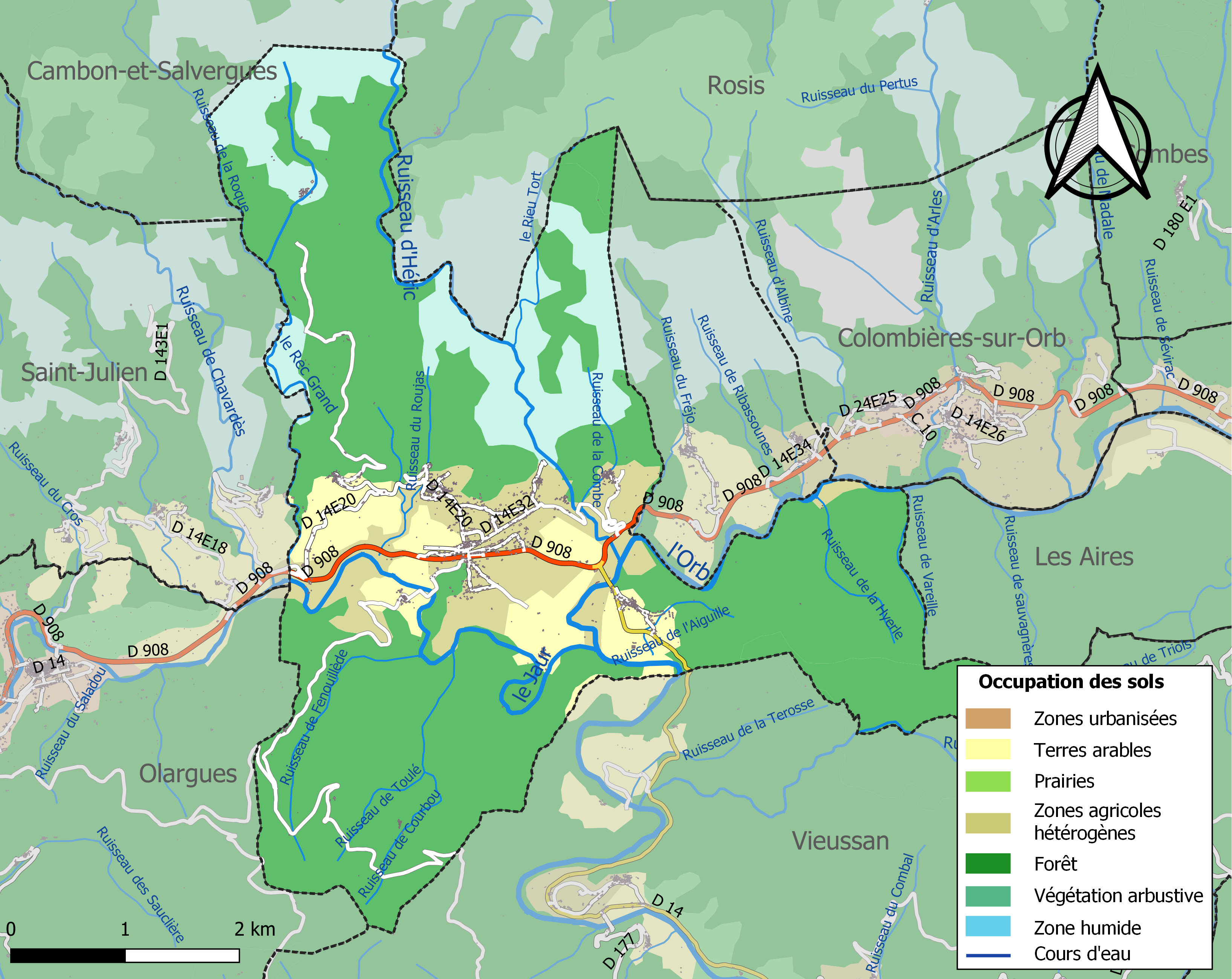
Carte des infrastructures et de l'occupation des sols de la commune en 2018 (CLC).

### Risques majeurs
Le territoire de la commune de Mons est vulnérable à différents aléas naturels : météorologiques (tempête, orage, neige, grand froid, canicule ou sécheresse), inondations, feux de forêts, mouvements de terrains et séisme (sismicité très faible). Il est également exposé à deux risques technologiques,  le transport de matières dangereuses et la rupture d'un barrage, et à deux risques particuliers : le risque minier et le risque de radon. Un site publié par le BRGM permet d'évaluer simplement et rapidement les risques d'un bien localisé soit par son adresse soit par le numéro de sa parcelle.

#### Risques naturels
Certaines parties du territoire communal sont susceptibles d’être affectées par le risque d’inondation par débordement de cours d'eau, notamment l'Orb, le Jaur et le ruisseau d'Héric. La commune a été reconnue en état de catastrophe naturelle au titre des dommages causés par les inondations et coulées de boue survenues en 1982, 1987, 1995, 1996, 1997, 2011, 2013, 2014 et 2018,.
Mons est exposée au risque de feu de forêt. Un plan départemental de protection des forêts contre les incendies (PDPFCI) a été approuvé en juin 2013 et court jusqu'en 2022, où il doit être renouvelé. Les mesures individuelles de prévention contre les incendies sont précisées par deux arrêtés préfectoraux et s’appliquent dans les zones exposées aux incendies de forêt et à moins de 200 mètres de celles-ci. L’arrêté du 25 avril 2002 réglemente l'emploi du feu en interdisant notamment d’apporter du feu, de fumer et de jeter des mégots de cigarette dans les espaces sensibles et sur les voies qui les traversent sous peine de sanctions. L'arrêté du 11 mars 2013 rend le débroussaillement obligatoire, incombant au propriétaire ou ayant droit,.

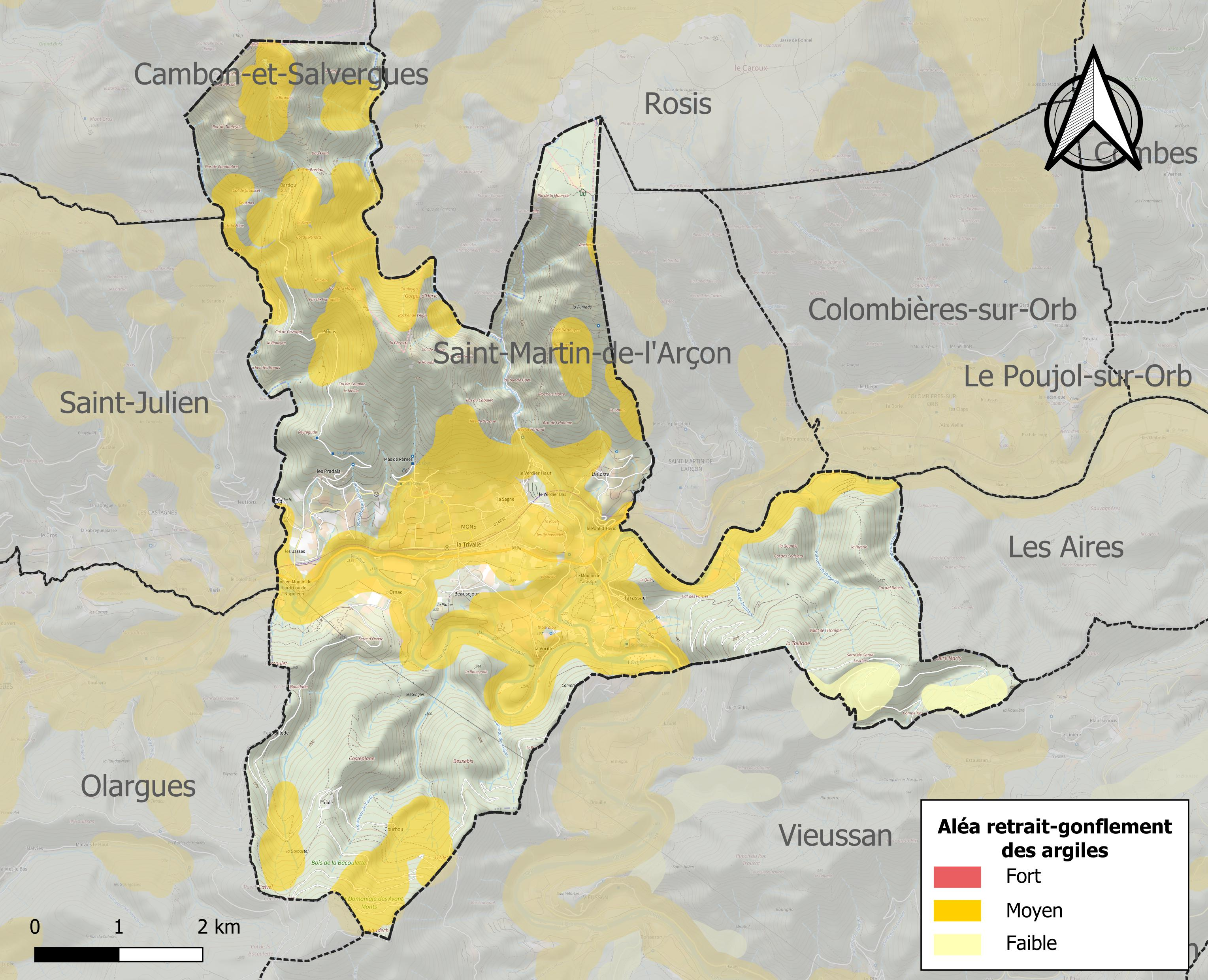
Carte des zones d'aléa retrait-gonflement des sols argileux de Mons.

La commune est vulnérable au risque de mouvements de terrains constitué principalement du retrait-gonflement des sols argileux. Cet aléa est susceptible d'engendrer des dommages importants aux bâtiments en cas d’alternance de périodes de sécheresse et de pluie. 39,1 % de la superficie communale est en aléa moyen ou fort (59,3 % au niveau départemental et 48,5 % au niveau national). Sur les 577 bâtiments dénombrés sur la commune en 2019, 445 sont en aléa moyen ou fort, soit 77 %, à comparer aux 85 % au niveau départemental et 54 % au niveau national. Une cartographie de l'exposition du territoire national au retrait gonflement des sols argileux est disponible sur le site du BRGM,.
Par ailleurs, afin de mieux appréhender le risque d’affaissement de terrain, l'inventaire national des cavités souterraines permet de localiser celles situées sur la commune.

#### Risques technologiques
Le risque de transport de matières dangereuses sur la commune est lié à sa traversée par des infrastructures routières ou ferroviaires importantes ou la présence d'une canalisation de transport d'hydrocarbures. Un accident se produisant sur de telles infrastructures est susceptible d’avoir des effets graves sur les biens, les personnes ou l'environnement, selon la nature du matériau transporté. Des dispositions d’urbanisme peuvent être préconisées en conséquence.
La commune est en outre située en aval du Barrage des monts d'Orb, un ouvrage de classe A sur l'Orb, mis en service en 1961 et disposant d'une retenue de 30,6 millions de mètres cubes. À ce titre elle est susceptible d’être touchée par l’onde de submersion consécutive à la rupture de cet ouvrage.

#### Risque particulier
L’étude Scanning de Géodéris réalisée en 2008 a établi pour le département de l’Hérault une identification rapide des zones de risques miniers liés à l’instabilité des terrains.  Elle a été complétée en 2015 par une étude approfondie sur les anciennes exploitations minières du bassin houiller de Graissessac et du district polymétallique de Villecelle. La commune est ainsi concernée par le risque minier, principalement lié à l’évolution des cavités souterraines laissées à l’abandon et sans entretien après l’exploitation des mines.
Dans plusieurs parties du territoire national, le radon, accumulé dans certains logements ou autres locaux, peut constituer une source significative d’exposition de la population aux rayonnements ionisants. Certaines communes du département sont concernées par le risque radon à un niveau plus ou moins élevé. Selon la classification de 2018, la commune de Mons est classée en zone 3, à savoir zone à potentiel radon significatif.

## Héraldique
| Blason de Mons | Les armes de Mons-la-Trivalle se blasonnent ainsi : d'azur, à une tour posée sur un mont entre deux montagnes et surmontée d'un croissant, le tout d'argent.. |

## Toponymie
Mons s'écrit en occitan Mònts
Ses habitants sont appelés les Trivallois.

### Lieux-dits et écarts (masatgesenoccitan)
- Airette (l')
- Bardou
- Coste (la)
- Courbou
- Fénouilhèdes
- Mons
- Ornac
- Pioch (le)
- Pradals (les)
- Pont d'Héric
- Tarassac
- Toulé
- Trivalle (la)
- Verdié (le)
- Voulte (la)

## Histoire
Le 13 février 1869, la commune, ainsi que celle de Saint-Julien, cède une partie de son territoire communal pour la création de la commune de Cambon-et-Salvergues, à savoir les sections de Salvergues, la Gorge, la Calmette, le Crouzet.
Le hameau Bardou au nord du village, presque abandonné et partiellement en ruines dans les années 1960, a été reconstruit depuis.

## Politique et administration
| Période | Période  | Identité                | Étiquette | Qualité     |
| ------- | -------- | ----------------------- | --------- | ----------- |
| 1790    | 1794     | Augustin Hortala        |           |             |
| 1794    | 1799     | Pierre Vidal            |           |             |
| 1799    | 1800     | François Jamme          |           |             |
| 1800    | 1809     | Pierre-Jean Massot      |           |             |
| 1809    | 1815     | Jacques Roger           |           |             |
| 1815    | 1817     | Pierre-Léon Massot      |           |             |
| 1817    | 1841     | Jean-Barthélémy Hortala |           |             |
| 1841    | 1848     | François Jamme          |           |             |
| 1848    | 1870     | Pierre-Jean Massot      |           |             |
| 1870    | 1871     | Joseph-Auguste Hortala  |           |             |
| 1871    | 1878     | Fortuné Roger           |           |             |
| 1878    | 1888     | Joseph-Auguste Hortala  |           |             |
| 1888    | 1900     | Sylvain Lauze           |           |             |
| 1900    | 1912     | Jules Bouttes           |           |             |
| 1912    | 1918     | Henri Taurines          |           |             |
| 1918    | 1944     | Alphonse Lauze          |           |             |
| 1944    | 1973     | Marcel Roger            |           |             |
| 1973    | 1983     | Pierre Granier          |           |             |
| 1983    | 2001     | Pierre Azéma            |           |             |
| 2001    | 2005     | Richard Hugoy           |           |             |
| 2005    | 2014     | Alain Ringal            |           |             |
| 2014    | En cours | Arielle Escuret         | SE        | Professeure |

## Démographie
L'évolution du nombre d'habitants est connue à travers les recensements de la population effectués dans la commune depuis 1793. Pour les communes de moins de 10 000 habitants, une enquête de recensement portant sur toute la population est réalisée tous les cinq ans, les populations de référence des années intermédiaires étant quant à elles estimées par interpolation ou extrapolation. Pour la commune, le premier recensement exhaustif entrant dans le cadre du nouveau dispositif a été réalisé en 2005.

En 2022, la commune comptait 671 habitants, en évolution de +14,9 % par rapport à 2016 (Hérault : +7,49 %, France hors Mayotte : +2,11 %).
| 1793  | 1800  | 1806  | 1821  | 1831  | 1836  | 1841  | 1846  | 1851  |
| ----- | ----- | ----- | ----- | ----- | ----- | ----- | ----- | ----- |
| 1 164 | 1 124 | 1 222 | 1 350 | 1 466 | 1 477 | 1 458 | 1 481 | 1 404 |

| 1856  | 1861  | 1866  | 1872 | 1876 | 1881 | 1886 | 1891 | 1896 |
| ----- | ----- | ----- | ---- | ---- | ---- | ---- | ---- | ---- |
| 1 344 | 1 266 | 1 230 | 967  | 933  | 889  | 904  | 830  | 790  |

| 1901 | 1906 | 1911 | 1921 | 1926 | 1931 | 1936 | 1946 | 1954 |
| ---- | ---- | ---- | ---- | ---- | ---- | ---- | ---- | ---- |
| 713  | 711  | 703  | 627  | 626  | 643  | 612  | 558  | 495  |

| 1962 | 1968 | 1975 | 1982 | 1990 | 1999 | 2005 | 2006 | 2010 |
| ---- | ---- | ---- | ---- | ---- | ---- | ---- | ---- | ---- |
| 629  | 440  | 455  | 514  | 519  | 507  | 538  | 547  | 581  |

| 2015 | 2020 | 2022 | - | - | - | - | - | - |
| ---- | ---- | ---- | - | - | - | - | - | - |
| 579  | 650  | 671  | - | - | - | - | - | - |

La baisse importante de population entre le recensement de 1866 et celui de 1872 est due à la cession, en 1869, d'une partie du territoire communal pour la création de la commune de Cambon-et-Salvergues.

## Économie

### Revenus
En 2018, la commune compte 327 ménages fiscaux, regroupant 646 personnes. La médiane du revenu disponible par unité de consommation est de 18 490 € (20 330 € dans le département).

### Emploi
|                | 2008   | 2013   | 2018   |
| -------------- | ------ | ------ | ------ |
| Commune        | 9,5 %  | 13,7 % | 11,8 % |
| Département    | 10,1 % | 11,9 % | 12 %   |
| France entière | 8,3 %  | 10 %   | 10 %   |

En 2018, la population âgée de 15 à 64 ans s'élève à 323 personnes, parmi lesquelles on compte 74,4 % d'actifs (62,5 % ayant un emploi et 11,8 % de chômeurs) et 25,6 % d'inactifs,. Depuis 2008, le taux de chômage communal (au sens du recensement) des 15-64 ans est inférieur à celui du département, mais supérieur à celui de la France.
La commune fait partie de la couronne de l'aire d'attraction de Bédarieux, du fait qu'au moins 15 % des actifs travaillent dans le pôle,. Elle compte 87 emplois en 2018, contre 110 en 2013 et 123 en 2008. Le nombre d'actifs ayant un emploi résidant dans la commune est de 208, soit un indicateur de concentration d'emploi de 42,1 % et un taux d'activité parmi les 15 ans ou plus de 45,8 %.
Sur ces 208 actifs de 15 ans ou plus ayant un emploi, 65 travaillent dans la commune, soit 31 % des habitants. Pour se rendre au travail, 86,1 % des habitants utilisent un véhicule personnel ou de fonction à quatre roues, 0,4 % les transports en commun, 5,7 % s'y rendent en deux-roues, à vélo ou à pied et 7,6 % n'ont pas besoin de transport (travail au domicile).

### Activités hors agriculture

#### Secteurs d'activités
78 établissements sont implantés  à Mons au 31 décembre 2019. Le tableau ci-dessous en détaille le nombre par secteur d'activité et compare les ratios avec ceux du département,.
| Secteur d'activité                                                                                        | Commune | Commune | Département |
| Secteur d'activité                                                                                        | Nombre  | %       | %           |
| --- | ------- | ------- | ----------- |
| Ensemble                                                                                                  | 78      |         |             |
| Industrie manufacturière, industries extractives et autres                                                | 4       | 5,1 %   | (6,7 %)     |
| Construction                                                                                              | 17      | 21,8 %  | (14,1 %)    |
| Commerce de gros et de détail, transports, hébergement et restauration                                    | 27      | 34,6 %  | (28 %)      |
| Information et communication                                                                              | 1       | 1,3 %   | (3,3 %)     |
| Activités immobilières                                                                                    | 3       | 3,8 %   | (5,3 %)     |
| Activités spécialisées, scientifiques et techniques et activités de services administratifs et de soutien | 11      | 14,1 %  | (17,1 %)    |
| Administration publique, enseignement, santé humaine et action sociale                                    | 7       | 9 %     | (14,2 %)    |
| Autres activités de services                                                                              | 8       | 10,3 %  | (8,1 %)     |

Le secteur du commerce de gros et de détail, des transports, de l'hébergement et de la restauration est prépondérant sur la commune puisqu'il représente 34,6 % du nombre total d'établissements de la commune (27 sur les 78 entreprises implantées  à Mons), contre 28 % au niveau départemental.

#### Entreprises et commerces
Les trois entreprises ayant leur siège social sur le territoire communal qui génèrent le plus de chiffre d'affaires en 2020 sont : 
- Bonnie, coiffure (56 k€)
- Ah Construction, travaux de maçonnerie générale et gros œuvre de bâtiment (55 k€)
- Inco BC, commerce de gros (commerce interentreprises) de matériel agricole (23 k€)

### Agriculture
La commune est dans le « Soubergues », une petite région agricole occupant le nord-est du département de l'Hérault. En 2020, l'orientation technico-économique de l'agriculture  sur la commune est la viticulture.
|               | 1988 | 2000 | 2010 | 2020 |
| ------------- | ---- | ---- | ---- | ---- |
| Exploitations | 63   | 38   | 10   | 11   |
| SAU (ha)      | 377  | 148  | 78   | 91   |

Le nombre d'exploitations agricoles en activité et ayant leur siège dans la commune est passé de 63 lors du recensement agricole de 1988  à 38 en 2000 puis à 10 en 2010 et enfin à 11 en 2020, soit une baisse de 83 % en 32 ans. Le même mouvement est observé à l'échelle du département qui a perdu pendant cette période 67 % de ses exploitations,. La surface agricole utilisée sur la commune a également diminué, passant de 377 ha en 1988 à 91 ha en 2020. Parallèlement la surface agricole utilisée moyenne par exploitation a augmenté, passant de 6 à 8 ha.

## Culture locale et patrimoine

### Lieux et monuments
- Gorges d'Héric
- Caroux
- Église de la Nativité-de-Notre-Dame de Mons.
- Chapelle Saint-Roch de Mons. L'édifice a été inscrit au titre des monuments historiques en 1981[47].

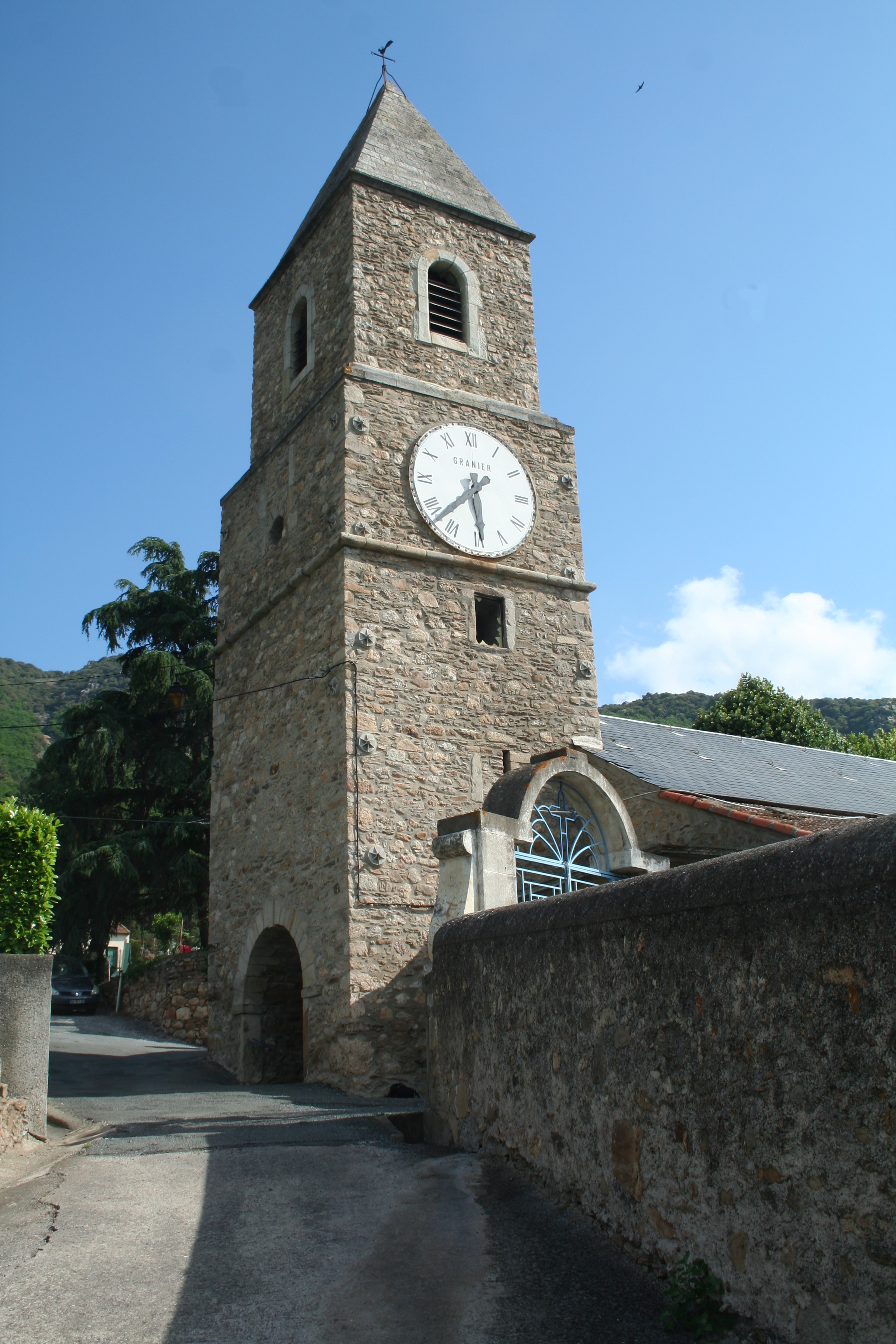
Église de la Nativité-de-Notre-Dame de Mons
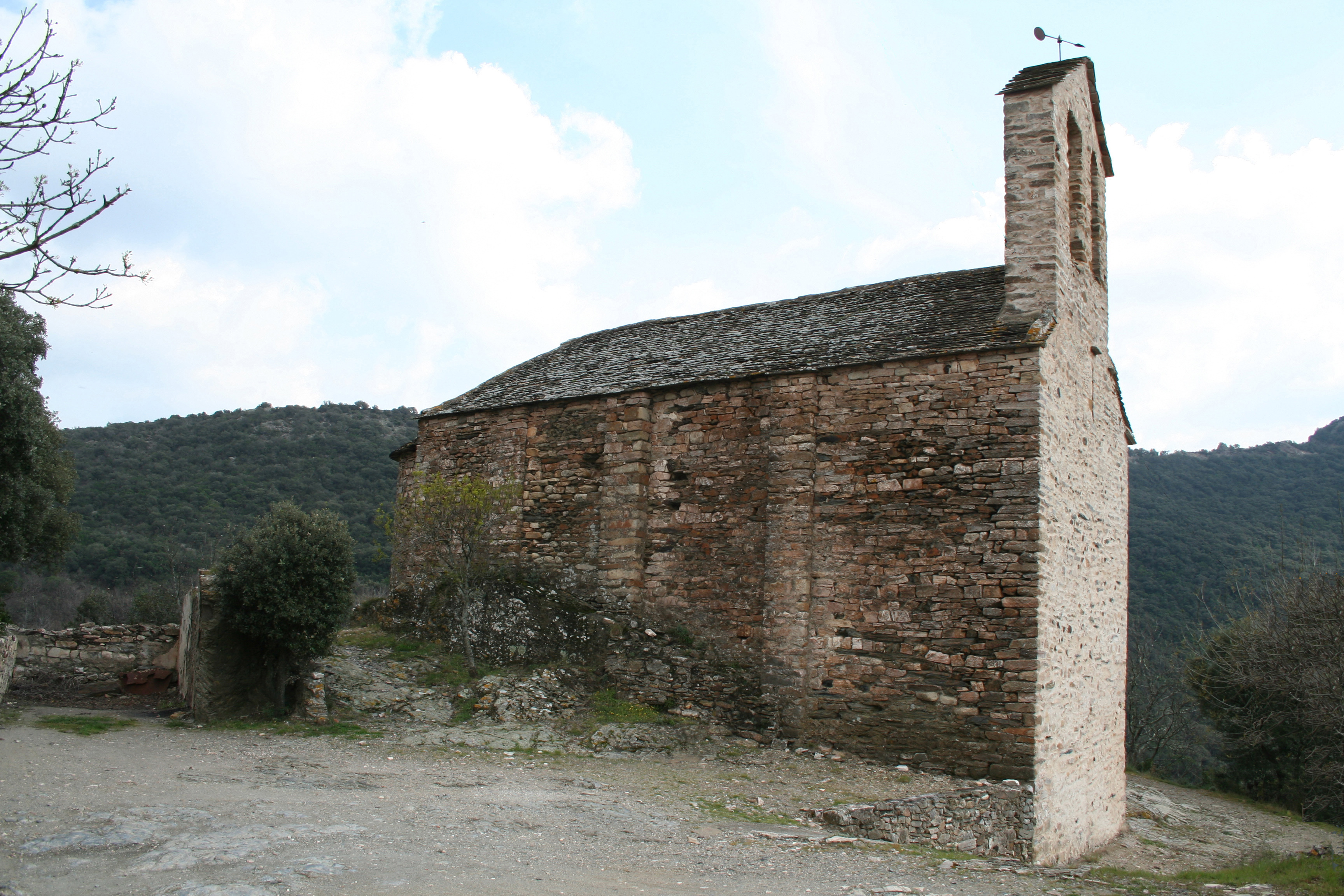
Chapelle castrale Saint-Roch de la Voulte

### Fonds d'archives
- Fonds : Archives communales déposées de Mons-la-Trivalle (1439-1912) [0,96 ml].  Cote : 160 EDT. Montpellier : Archives départementales de l'Hérault (présentation en ligne).